# 長者橋 (横浜市)
長者橋（ちょうじゃばし）は、神奈川県横浜市中区の大岡川に架かる、横浜駅根岸道路の道路橋である。中区長者町九丁目と日ノ出町一丁目とを結ぶ。

## 歴史
『横浜開港側面史』によると、横浜道開通以前の東海道から横浜港への往還は、野毛浦や神奈川宿から洲崎弁天まで船も出ていたが、陸路では芝生（現在の浅間町）から平沼、戸部を経て現在の長者橋の位置にあった粗末な橋を渡り、長者町の通り（当時は八丁縄手（はっちょうなわて）と呼ばれていた）を南下し車橋から中村川沿いに下るものであった。この「粗末な橋」は嘉永4年の資料では単に「土ハシ」と記されていたが、1873年（明治6年）1月25日に神奈川県令大江卓から大隈重信に宛てた文書の中では「権兵衛橋」と記されている。この文書は今まで古い土橋でしのいできたが、開港により外国人の馬車が増え使用に耐えなくなり、架け替えを上申するものであった。これを受け、1874年（明治7年）5月に新たな木製の橋が完成した。1870年（明治3年）に河野与七が八丁縄手に貸家を整備し、長者町と名がついたことから、その名をとり「長者橋」と名付けられた。
この橋は関東大震災で焼失し、国費を投じてコンクリート製アーチ橋に架け替えられた。新たな橋は1927年（昭和2年）に着工し、総工費10万653円（当時の金額）を投じ、1928年（昭和3年）に竣工した。2022年（令和4年）3月には横浜市認定歴史的建造物に認定された。

## 周辺

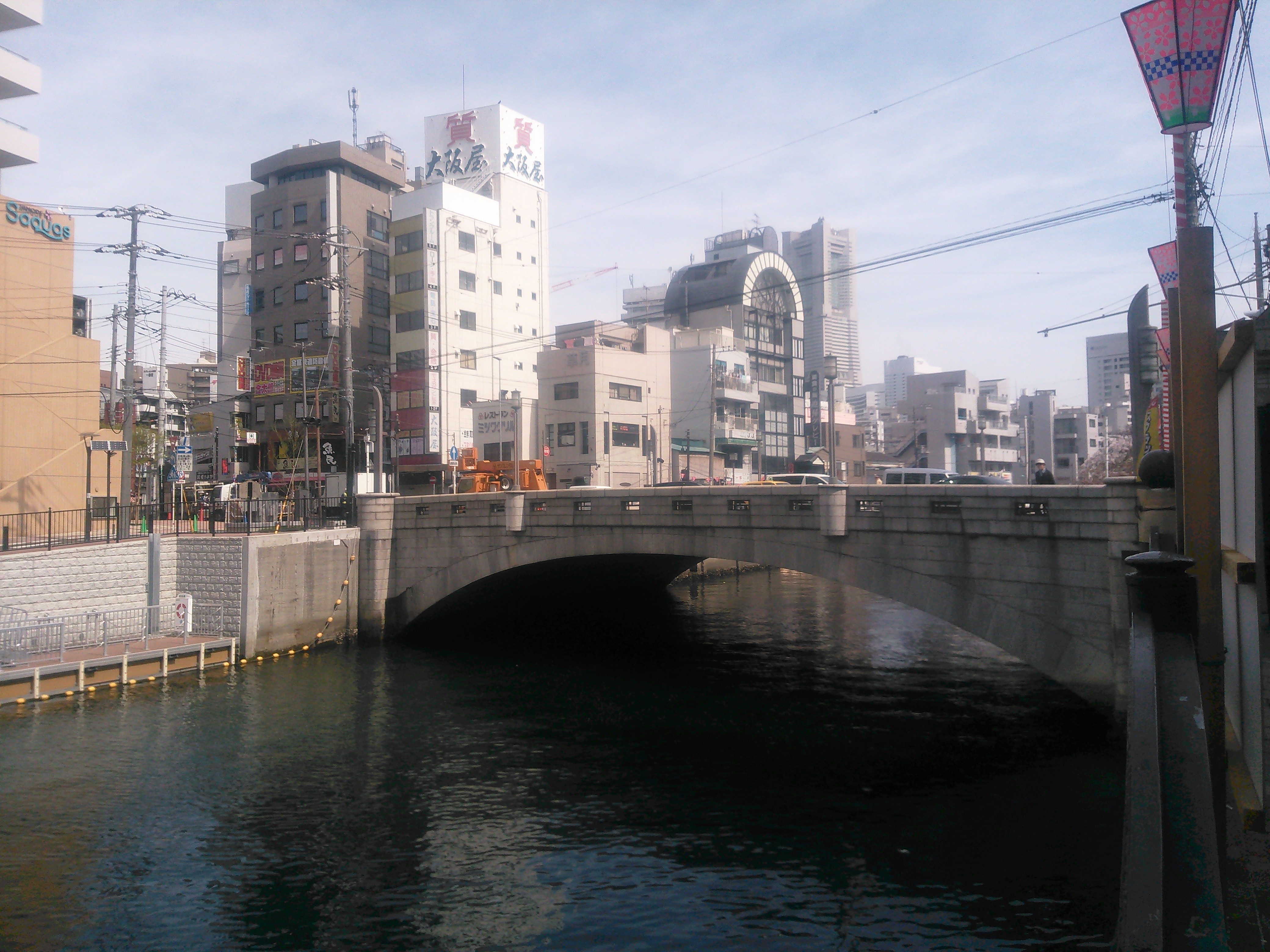
上流側より。橋のたもとに船着き場が整備された。

京浜急行 日ノ出町駅に近く、同駅と伊勢佐木町方面を結ぶ道として交通量は多い。大岡川と平戸桜木道路に挟まれた一角は再開発により、高層マンションと商業施設からなる「日ノ出サクアス」が2015年3月に竣工した。また、2015年5月に橋のたもとに横浜河川で初めての浮桟橋「横浜日ノ出桟橋」が竣工した。夜間には橋側面がライトアップされ、春には川沿いで桜まつりが行なわれる。